# S&W M500
S&W M500（英: Smith&Wesson Model.500）は、アメリカのS&W社が2003年に開発した大型リボルバー。「.454カスール弾を超える弾薬を撃つことのできるリボルバー」として開発された。

## 概要
2000年代頃、当時のS&W社はイギリスの多国籍エンジニアリング企業であるトムキンス公開有限会社の傘下を経て、アメリカ資本に復帰した（1965年にバンゴール・プンタ社に売却されたS&W社は、そのブランドネームだけを当てに海外資本を渡り歩くように、売却・買収を繰り返していた）ものの、かつてのグロック17のデッドコピー品であるS&W SIGMAの製品化などによってブランド力は著しく低下していた。そこで、同社がかつて発売したS&W M29が起こした、当時としては世界一ハイパワーな拳銃弾である.44マグナム弾を使用できる拳銃によるブームにあやかり、新たな世界一強力な拳銃弾を使用できるリボルバーの販売によるブランド力の回復を望み、本銃は開発された。
本銃は拳銃としての実用性は高くなかったが、同社の歴史に残るヒットを呼び、S&W社を再びトップブランドのメーカーに押し上げた。この成功をきっかけに、S&W社はアメリカを代表する最大級の銃器メーカーへの復活を遂げることとなる。

## 特徴
銃身長は4インチと8.375インチ、「ハンターモデル」と呼ばれるカスタム部門であるパフォーマンスセンターより発売された10.5インチのバレルを備えたものがあり、使用する50口径のマグナム弾である.500S&Wマグナム弾は.44マグナム弾の約3倍の威力を誇るといわれる。そのため、フレームには同社のリボルバーフレーム規格の中ではエクストラ・ラージサイズであるX-フレーム（ステンレス製）を使用した。
S&W製リボルバーの構造上、装弾数を6発にするとシリンダーを停止させるシリンダーストップノッチがシリンダーホールと重なって肉厚を確保できなくなるため、M500は装弾数を5発としてシリンダーの強度を確保しており、フレーム側にある固定用のラッチによってヨークを直接固定する形となる。サイトはフロントサイトが垂直に立つ角張った形状から光を反射しにくく、精密射撃に適したパートリッジタイプ（SKU 163501のモデルは赤いファイバータイプ、ハンターモデルや4インチモデルは斜体形状のランプタイプ）であり、リアサイトは上下左右の微調整が可能なアジャスタブルサイトである。
グリップは握りやすさを重視して銃全体の割にはやや小さいラップアラウンドタイプの黒いラバーグリップ、トリガーは連射に向いた細身のフラットトリガーとなっている。サムピースは後方が斜めになった形状であり、セーフティに関してはハンマーブロックによる近代的なインターナルセーフティに加え、サムピース上方には専用のキーでトリガーをロックするキーロックセーフティも備わっている。
バレルはフルラグタイプであり、それ自体がバレルシュラウドに覆われた2ピースの二重構造である。これはバレルを前後2点で固定することから、1点で固定するよりも曲げに強い状態で固定できるうえ、先端に設けられた特殊なナットがバレルにテンションをかけるため、命中精度が向上する。このタイプのバレルは連続して射撃を行うと熱膨張によってナットが緩む問題点があるが、M500では先端に3ポーテッド・タイプのコンペイセイターが差し込まれ、物理的にナットが緩むことがなくなっている。ハンターモデルおよび銃身長を7.5インチまで短くしたSKU 170229のモデルは角張った五角柱型のテーパードバレルを備えており、後方上面には光学機器を装着可能なピカティニーレールが設けられ、コンペイセイターも円柱型となっている。
4インチモデルにはサイドフォータイプのコンペンセイターこそ装備されているものの、銃身が短い代わりに軽量であることから他のモデルより体感反動も大きく、銃自体もやや小さくなっている。そのほか、M500HI-VIZ ファイバーオプティックという3.5インチのフルラグバレル、ファイバータイプフロントサイト、ノンフルーテッドシリンダーを備えたモデルが発売されている。

## 画像

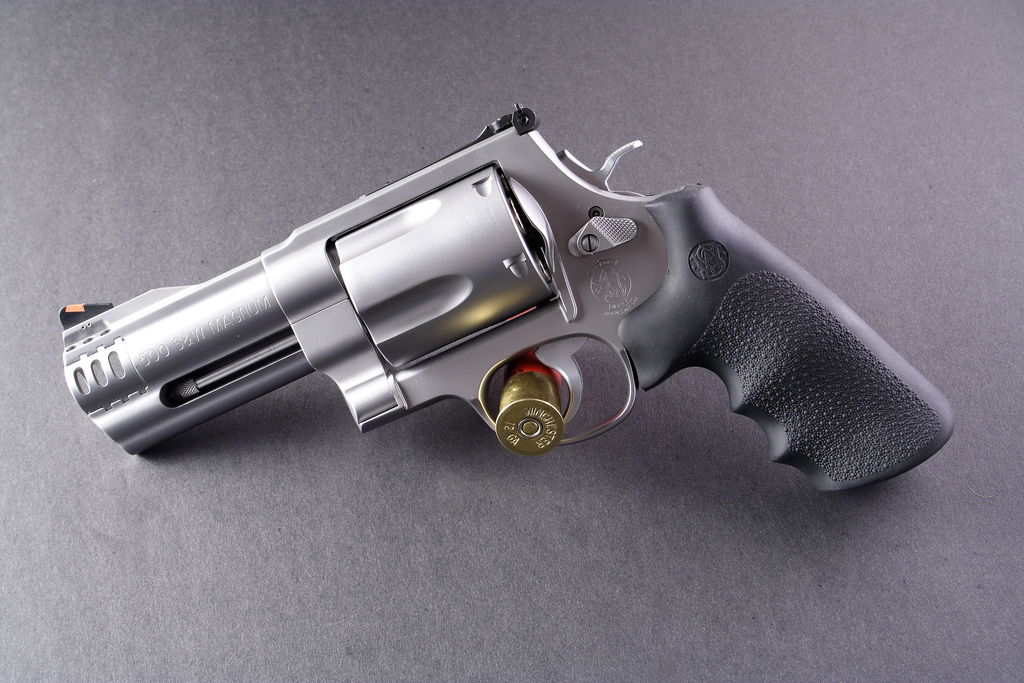
M500 4インチモデル
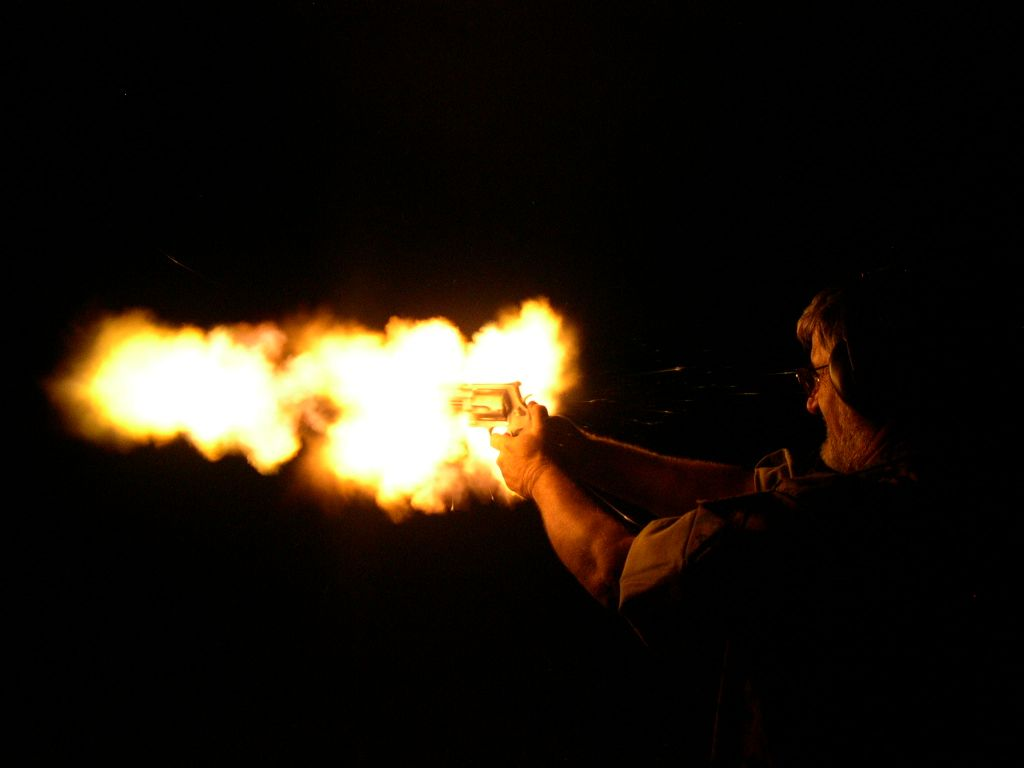
M500で弾丸を発射した時の火炎ガス
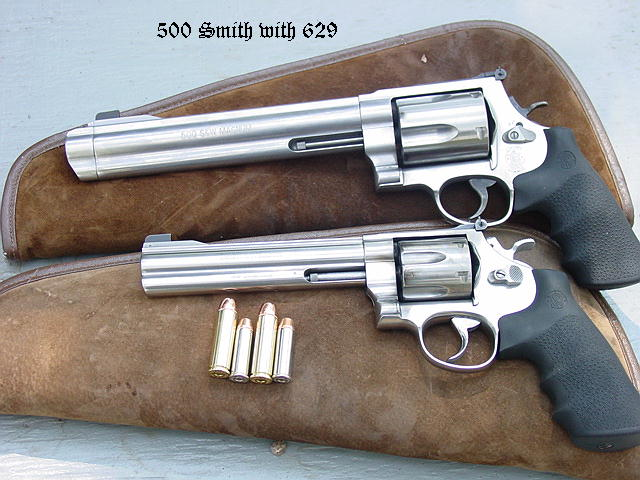
M500（上）とM629（下）
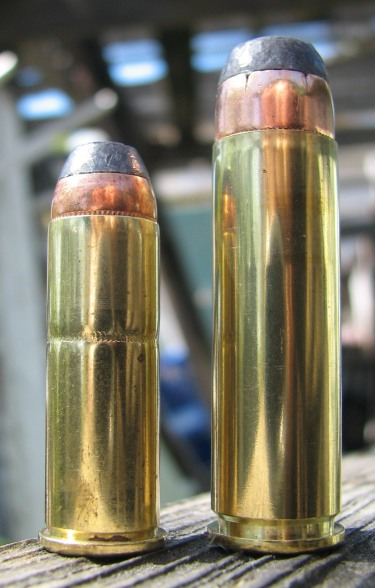
.44マグナム弾（左）と.500S&Wマグナム弾（右）

## 登場作品

### 映画
『エクスペンダブルズ3 ワールドミッション』
ストーンバンクス（演：メル・ギブソン）が所持。
『ジュラシック・ワールド』
バリーが4インチモデルを護身用として携行。倒木の中に隠れたところを襲ってきたブルーに銃口こそ向けたものの、その愛着から撃つことはできなかった。
『バイオハザードIV アフターライフ』
アリス・アバーナシー（演：ミラ・ジョヴォヴィッチ）が.45口径版のM460を所持。
『ラストスタンド』
銃器マニアのルイスが所持していたものを、主人公のレイ・オーウェンズ（演：アーノルド・シュワルツェネッガー）が借用して使用。強烈な反動が伴う本銃を、難なく片手で使いこなす。

### アニメ
『BLOOD+』
「赤い盾」の1人、デヴィッドが使用。
『あそびにいくヨ!』
ヒロインの1人、双葉アオイが使用。
『さばげぶっ!』
園川モモカの母、園川かず江が使用するモデルガンとして登場。銃身にAimpointのMicro T-1 ドットサイトが装備されている。

### 小説
『黄色い花の紅』
工藤晩翠が使用。
『緋弾のアリア』
教務科の蘭豹が使用。

### ゲーム
『007 慰めの報酬』
レアアイテムとして登場。
『Just Cause 2』
「Revolver」の名称で登場する。二丁持ちも可能。
『WarRock』
イベントアイテムとして登場。
『怪盗ロワイヤル-zero-』
「454マグナム」の名称で登場する。
『探偵オペラ ミルキィホームズ』
Genius4の銭形次子が使用。
『ソードアート・オンライン フェイタル・バレット』
「HG黒猫」の名前で登場。二丁持ち可。銃先端をアレンジされた架空銃であり、サチが使用する。
『バイオハザードシリーズ』
『バイオハザード4』『バイオハザード RE:4』
「ハンドキャノン」の名前で登場。
『バイオハザード5』
隠し武器として登場。
『バイオハザード6』
ジェイク編に「エレファントキラー」の名前で登場。しかし、中折れ式リボルバーゆえ、あくまでもM500を参考にした架空銃である。
『バイオハザード アンブレラ・クロニクルズ』
「ハンドキャノン」の名前で登場。ハンクシナリオで手に入る。
『バイオハザード リベレーションズ』『バイオハザード リベレーションズ2』
「ペイルライダー」の名称で登場。
『マーセナリーズ2 ワールド イン フレームス』
「狩猟用ピストル」の名称で銃身に「TEX&HAWK」と刻印が彫られたものが登場。ベネズエラ軍（ソラーノ軍）のブランコが使用する。
『CoD:MWII』
「BASILISK」という名称で登場。.500 Magnumという架空の弾薬（外観はほぼ.500S&W弾と同じ）を使用する。